# イルボン2000
『イルボン2000』（イルボンにせん、일본2000、Ilbon2000）は、日本の音楽ユニットである電気グルーヴの1作目のライブ・アルバム。
2000年7月19日にキューンレコードからリリースされた。9枚目のアルバム『VOXXX』（2000年）からおよそ半年後にリリースされた作品であり、同年3月に行われたコンサートツアーである「ツアーツアー」の模様を収録している。
本作には同ツアーにおける大阪公演の模様を中心に収録されているが、リミックスを施しているため一般的なライブ・アルバムではなくライブ・ベストという位置付けの「ライブ音源を使用したリミックス・アルバム」となっている。収録曲はすべてBPM130台のものが選曲されており、タイトルにある「イルボン」（일본）は朝鮮語で日本を表している。
本作はオリコンアルバムチャートにおいて最高位第14位となった。本作は同年に香港、台湾、シンガポール、マレーシアなどのアジア圏でリリースされた他、2001年にはヨーロッパにおいてもリリースされた。

## 背景
9枚目のアルバム『VOXXX』（2000年）リリース後、電気グルーヴは同作を受けたコンサートツアー「ツアーツアー」を同年3月10日のZepp Tokyo公演を皮切りに、3月25日のZepp Osaka公演まで6都市全8公演を実施した。3月14日のZepp Tokyo公演後の打ち上げ会場において、石野卓球およびDJ TASAKAが歌謡曲のヒット曲をプレイしたが、騒音が激しかったために駆け付けた警察官に注意される事態となった。3月16日の名古屋ダイアモンドホール公演において、スモークを焚き過ぎたために2階の防火シャッターが2度閉まるという事態が発生した。3月22日のZepp Fukuoka公演において、ハローキティの写ルンですのみを持った状態で漫画家の天久聖一が取材と称して会場に来訪していた。3月24日のZepp Osaka公演において「密林の猛虎打線」を演奏したものの、地元であるにも拘わらず反応が悪く、メンバーは士気が下がる結果となった。ツアー最終日となった3月25日のZepp Osaka公演では、前日の結果に対応するために急遽東京から読売ジャイアンツの応援グッズを調達したものの、メンバーの出で立ちに対して観客から怒涛のブーイングが起きたためにメンバーは慌てて阪神タイガースのファッションに着替えることとなった。3月30日には特別公演「ツアーツアースペシャル 〜絶叫!!糞尿ウォータースライダー40分待ち〜」が新宿LIQUIDROOMにて限定1000人の聴衆を迎えて行われ、当日は通常のセットリストに追加して「虹」および「テクトロポリス」を演奏、ゲストとしてロマンポルシェ。が参加した他にシークレットDJとして田中フミヤが参加した。4月29日から6月11日にかけて石野はメイデイを含めた大規模なヨーロッパツアーを行っており、途中からツアーに参加したピエール瀧と共に現地にて本作の制作に取り掛かることとなった。

## 制作、アートワーク
本作のタイトルは2000年に日本国内で行ったコンサートツアーであったことから、朝鮮語で日本を表す「イルボン」（일본）と合わせて『イルボン2000』と名付けられた。『イルボン2000』という言葉は「ヴォルケイニック ドラムビーツ」の演奏時に叫ばれており、同曲において「アボジー!」と叫んでいる音声は漫画『はだしのゲン』（1973年 - 1987年）の作中に登場する朴の父親が死去した際のセリフから引用されており、瀧は「世代によっては刷り込まれてる、『ナニ、この違和感のある魅力的な単語』っていう（笑）。韓国がどうというのはまったくない」と述べている。『VOXXX』制作時に砂原良徳が脱退したことに関連して、石野および瀧と砂原のデザイン感の違いが音楽に影響したのではないかと問われた際に、石野は「具体的に説明するのは難しいけど、その違いがむしろうまくいってたんだと思う。少なくともヴィジュアル・イメージの違いでぶつかることはなかった」と述べており、瀧は音の制作においては砂原に任せる方が良い場面があり、全体的なトーンやアグレッシブな疾走感は石野が手掛けるなど振り分けは出来ていたと述べている。砂原は本作のジャケットデザインに関して好感を持っており、北朝鮮における平壌市の広場のようであると例えた上でエキゾチックな感覚であると述べている。砂原は同国の政治手法には難色を示しつつも、アートフォームとしては「ひとつの追求された、完成されたカタチじゃないですかね。なにかをシンプルに具体的にして、そのまわりにわーっとあるみたいなある種の秩序的な考え方が、仕事する時もぼくにはあるのかもしれないですね」と述べている。

## リリース、チャート成績
本作は2000年7月19日にキューンレコードからCDにてリリースされ、CDの初回限定盤は二面紙ジャケット仕様となっていた。本作は「ツアーツアー」におけるベストテイクをリミックスおよびエディットしたライブ・ベスト・アルバムであり、日本以外にも香港、台湾、シンガポール、マレーシアにおいても同時リリースされた。2001年春季にはヨーロッパにおいてもリリースされた。台湾盤には帯のキャッチコピーとして「最猛烈 最狂騒 最興奮的音楽制作 Denki Groove 首張現場録音専韓 Ilbon 2000」と記載されている。
本作はオリコンアルバムチャートにおいて最高位第14位の登場週数5回となった。本作の売り上げ枚数は電気グルーヴのアルバム売上ランキングにおいて第12位となっている。

## 収録曲
- CDブックレットに記載されたクレジットを参照[6]。また、12曲目はインストゥルメンタルとなっている。

| #         | タイトル                                                                           | 作詞                                       | 作曲                                       | 時間  |
| --------- | ---------------------------------------------------------------------------------- | ------------------------------------------ | ------------------------------------------ | ----- |
| 1.        | 「ハロー! ミスターモンキーマジックオーケストラ」(hello! Mr.monkey magic orchestra) | 石野卓球、ベン・ジュリス、ベニー・ラックス | 石野卓球、ベン・ジュリス、ベニー・ラックス | 4:46  |
| 2.        | 「フラッシュバック ディスコ」(flashback disco)                                     | 石野卓球、ピエール瀧                       | 石野卓球、ピエール瀧                       | 3:57  |
| 3.        | 「フラッシュバック J-pop カウントダウン」(flashback J-pop countdown)               | 石野卓球                                   | 石野卓球                                   | 1:37  |
| 4.        | 「シャングリラ」(shangri-la)                                                       | 電気グルーヴ                               | 電気グルーヴ、Bebu Silvetti                | 2:28  |
| 5.        | 「ナッシングス ゴナ チェンジ」(nothing's gonna change)                             | 石野卓球                                   | 石野卓球                                   | 3:05  |
| 6.        | 「キラーポマト」(killer pomato)                                                    | 電気グルーヴ                               | 電気グルーヴ                               | 3:55  |
| 7.        | 「ジャンボタニシ」(jumbo tanishi)                                                  | 石野卓球、ピエール瀧                       | 石野卓球、ピエール瀧                       | 5:57  |
| 8.        | 「あすなろサンシャイン」(asunaro sunshine)                                         | 電気グルーヴ                               | 電気グルーヴ                               | 4:32  |
| 9.        | 「かっこいいジャンパー」(wicked jumper)                                            | 石野卓球                                   | 石野卓球                                   | 3:19  |
| 10.       | 「スマイルレス スマイル」(smileless smile)                                         | 石野卓球                                   | 石野卓球                                   | 4:16  |
| 11.       | 「レアクティオーン」(reaktion)                                                     | 石野卓球                                   | 石野卓球                                   | 4:01  |
| 12.       | 「TKO テクノ クイーン」(TKO tekno queen)                                           |                                            | 石野卓球                                   | 3:33  |
| 13.       | 「虹」(niji)                                                                       | 石野卓球                                   | 石野卓球                                   | 2:38  |
| 14.       | 「ヴォルケイニック ドラムビーツ」(volcanic drumbeats)                              | 石野卓球、ピエール瀧                       | 石野卓球                                   | 3:01  |
| 15.       | 「誰だ!」(dareda!)                                                                 | 石野卓球、ピエール瀧                       | 石野卓球                                   | 2:11  |
| 16.       | 「電気ビリビリ」(denki biribiri)                                                   | 石野卓球                                   | 石野卓球                                   | 3:39  |
| 17.       | 「富士山」(fuji-san)                                                               | ピエール瀧                                 | ピエール瀧                                 | 2:59  |
| 合計時間: | 合計時間:                                                                          | 合計時間:                                  | 合計時間:                                  | 59:54 |

## スタッフ・クレジット
- CDブックレットに記載されたクレジットを参照[7]。

### 電気グルーヴ
- 石野卓球
- ピエール瀧

### 参加ミュージシャン
- DJ TASAKA
- KAGAMI – サンプル・ボイス（3, 5曲目）
- 五島良子 – サンプル・ボイス（5曲目）
- ヤマダケイコ – サンプル・ボイス（3, 5曲目）

### 録音スタッフ
- 渡部高士 – ミックス、エディット
- 石野卓球 – ミックス、エディット、プロデュース
- 木島英明 – アシスタント・エンジニア
- マーク・エルスナー (Powerplay Mastering) – マスタリング・エンジニア
- 白井嘉一郎 – キューンレコード・A&Rスタッフ
- 上野牧子 – キューンレコード・A&Rスタッフ
- 村山明 – キューンレコード・A&Rスタッフ
- 中山道彦 – キューンレコード・A&Rスタッフ
- 道下善之 (STONE BROKE INC) – アーティスト・マネージメント
- アンディ・アブソロン (double.A) – アーティスト・マネージメント
- 足立達夫 – エグゼクティブ・プロデューサー

### 美術スタッフ
- 田中秀幸（フレイムグラフィックス） – アート・ディレクション
- たじままなみ（フレイムグラフィックス） – デザイン

### その他スタッフ
- ヤマハ – スペシャル・サンクス
- ローランド – スペシャル・サンクス
- ファイブ・ジー – スペシャル・サンクス
- Viewsic – スペシャル・サンクス

## チャート
| チャート         | 最高順位 | 登場週数 | 売上数 | 出典  |
| ---------------- | -------- | -------- | ------ | ----- |
| 日本（オリコン） | 14位     | 5回      | -      | [ 2 ] |

## リリース日一覧
| No. | 地域       | リリース日    | レーベル                       | 規格         | カタログ番号 | 備考                           | 出典        |
| --- | ---------- | ------------- | ------------------------------ | ------------ | ------------ | ------------------------------ | ----------- |
| 1   | 日本       | 2000年7月19日 | キューンレコード               | CD           | KSC2 351     | 初回限定盤のみ二面紙ジャケット | [ 8 ] [ 9 ] |
| 2   | アジア     | 2000年7月19日 | キューンレコード               | CD           | 499564.2     |                                | [ 3 ]       |
| 3   | ヨーロッパ | 2001年        | エピック・レコード             | CD           | EPC 502141 2 |                                | [ 3 ]       |
| 4   | 日本       | 2012年11月7日 | ソニー・ミュージックレーベルズ | AAC-LC       | -            | デジタル・ダウンロード         | [ 10 ]      |
| 5   | 日本       | 2012年11月7日 | ソニー・ミュージックレーベルズ | ロスレスFLAC | -            | デジタル・ダウンロード         | [ 11 ]      |